# Blitz Research
Blitz Research Ltd是一家总部位于新西兰奥克兰的公司，目前产品为基于BASIC的三种编程语言。由MarkSibly于2000年创立，该公司的第一个编程语言是现已过时的Blitz Basic 2D，为Amiga Blitz Basic的PC版，发布于公司成立的同一年。2001年，Blitz3D发布，这让程序员可以使用DirectX在Blitz Basic中创建3D游戏和应用程序。 
2003年，Blitz Basic 2D被更新的BlitzPlus所淘汰。BlitzPlus在Blitz Basic 2D的基础上，还允许程序员创建真正的Microsoft Windows程序和游戏。
2004年12月，Blitz Research发布了适用于Mac OS X 、Windows和Linux的BlitzMax。与其他Blitz系列语言不同的是，BlitzMax可以使用OpenGL或Direct X。
2011年，Blitz Research发布了Monkey X，一种能够生成C++、C#、Java、JavaScript和ActionScript代码的游戏编程语言。
Blitz Research还开发了Maplet建模工具，但已不再受支持。